# Tortulho
Tortulho é o nome por que são conhecidos fungos (cogumelos) que proliferam em algumas zonas de Portugal.
Também designados como "tartulhos", estes fungos fazem parte da dieta alimentar das regiões onde aparecem, embora deva haver o maior cuidado no seu consumo, pois diversas variantes são altamente tóxicas.
A "amanita ponderosa" (terras arenosas onde haja sobreiros) e a "macrolepiota procera" ou frade ou roca (pinhais) constituem as principais variedades comestíveis.
Tortulho também é um prato tradicional de Vila Cã (Pombal), região central de Portugal. É feito normalmente com uma mistura de pedaços de carne, miudezas (rim, fígado, coração, etc.) e sangue de borrego misturados ou não com arroz, condimentados e cozidos dentro de uma bolsa feita com a parede do estômago do borrego.
Poderá dizer-se que é o equivalente ao haggis escocês.
Tortulho é também o nome usado em Angola para os cogumelos, este termo do alto Alentejo, é a designação utisada em todo o território angolano, na zona da Gabela são grandes as extensões de produção selvagem de tortulho, alguns atingem dimensões gigantesca